# Arquitectura fatimita

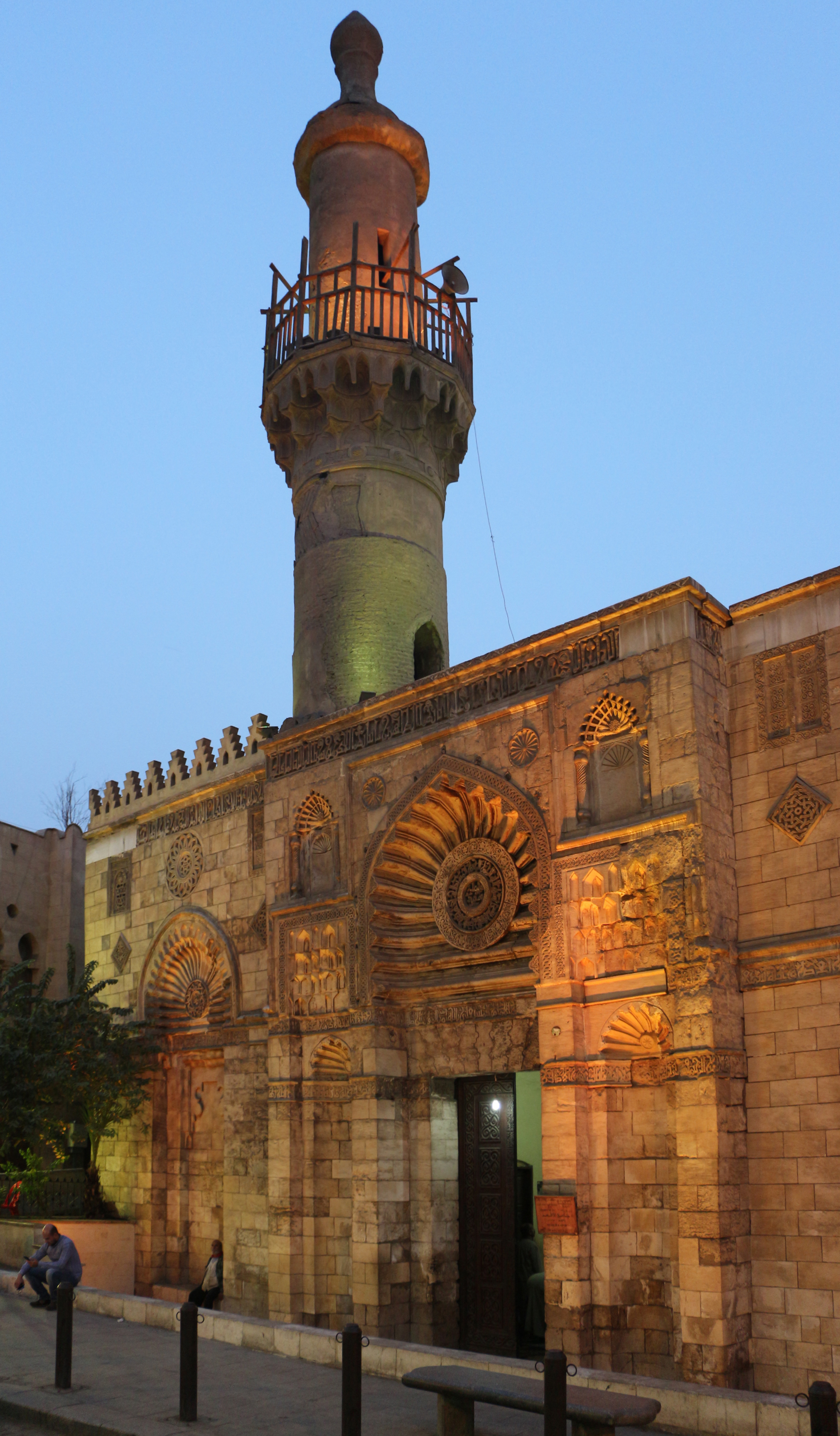
Mesquita d'al-Aqmar, el Caire

L'arquitectura fatimita fou l'estil arquitectònic que es va desenvolupar en el Califat Fatimita sota la dinastia homònima dels fatimites, que van regnar en el Nord d'Àfrica, a Ifríqiya, i després a Egipte, entre 909 i 1171. Va ser una de les poques dinasties xiïtes del món islàmic i l'única els membres de la qual porten el títol de califa. Oposada als abbàssides, que regnaven a l'Iraq, van donar lloc a una important producció artística, afavorida per la competència entre ambdues dinasties.
Va combinar elements de l'arquitectura oriental i de l'occidental, inspirant-se en les tradicions nord-africanes i en l'arquitectura abbàssida, romana d'Orient i copta. Va unir els primers estils islàmics i l'arquitectura medieval del Soldanat Mameluc, introduint importants innovacions.
L'arquitectura es va desenvolupar a les seves principals ciutats: Mahdia (921-948), Al-Mansuriya (948-973) i el Caire (973-1169). Al-Qàhira, la vella ciutat del Caire de la ribera oriental del riu Nil, va ser el centre de la seva activitat i la màxima expressió arquitectònica, on es van erigir molts palaus, mesquites i altres edificis. Al-Aziz (r. 975-996) es considera el major constructor fatimita, i se li reconeixen almenys tretze fites importants, com el palau Daurat, la mesquita del Caire, una fortalesa, un belvedere, un pont i uns banys públics.
El califat fatimita competia amb els governants dels imperis abbàssida i Romà d'Orient, i gaudien de luxosos palaus, els seus majors assoliments arquitectònics, que es coneixen gràcies a descripcions escrites. Diversos dels edificis que es conserven, tombes, mesquites i murs que es troben principalment al Caire, tenen elements originals de l'arquitectura fatimita, malgrat van ser modificats i reconstruïts en èpoques posteriors. Alguns exemples destacats són la Gran mesquita de Mahdia, la mesquita d'al-Azhar, la mesquita d'al-Hàkim i les mesquites d'al-Juyuixí i de Lulua.
Malgrat que els fatimites van estar molt influenciats per l'arquitectura de Mesopotàmia i de l'Imperi Romà d'Orient, van desenvolupar característiques úniques, com l'arc en quilla amb quatre centres i les trompes, connectant volums interiors quadrats a la cúpula. Van construir pòrtics, cúpules sobre mihrabs i alquibles, i façanes ornamentades amb iconografies i decoracions d'estuc. El gravat en fusta de les portes i interiors era delicat i detallat. Les seves mesquites seguien un esquema de planta hipòstila, amb un pati central envoltat per arcades. També van construir mazārs, mausoleus característics de la seva arquitectura, que commemoren un descendent del profeta Mahoma.
Han sobreviscut tres portes monumentals de l'era fatimita al Caire, construïdes sota les ordres del visir Badr al-Jamalí (r. 1074–1094): Bab al-Nasr (1087), Bab al-Futuh (1087) i Bab Zuwayla (1092). Malgrat han estat alterades, tenen característiques de l'arquitectura romana d'Orient, amb poques traces de la tradició islàmica oriental. Recentment ha sorgit un estil neo-fatimita per part dels Dawoodi Bohra, utilitzat en restauracions o en l'edificació revival de mesquites xiïtes modernes, que suposadament continua l'arquitectura fatimita original.

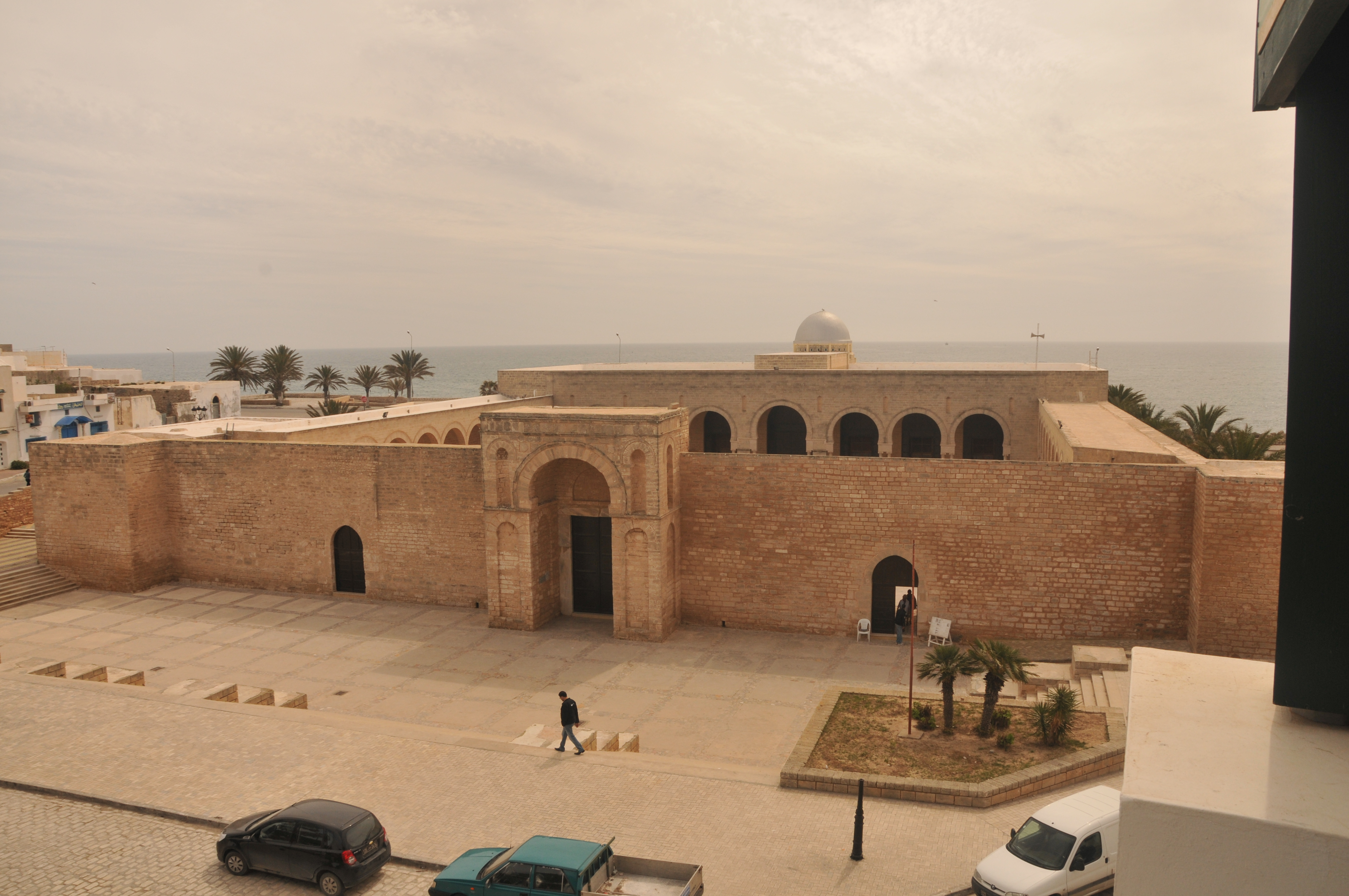
Gran mesquita de Mahdia, Tunísia

## Antecedents

### Orígens

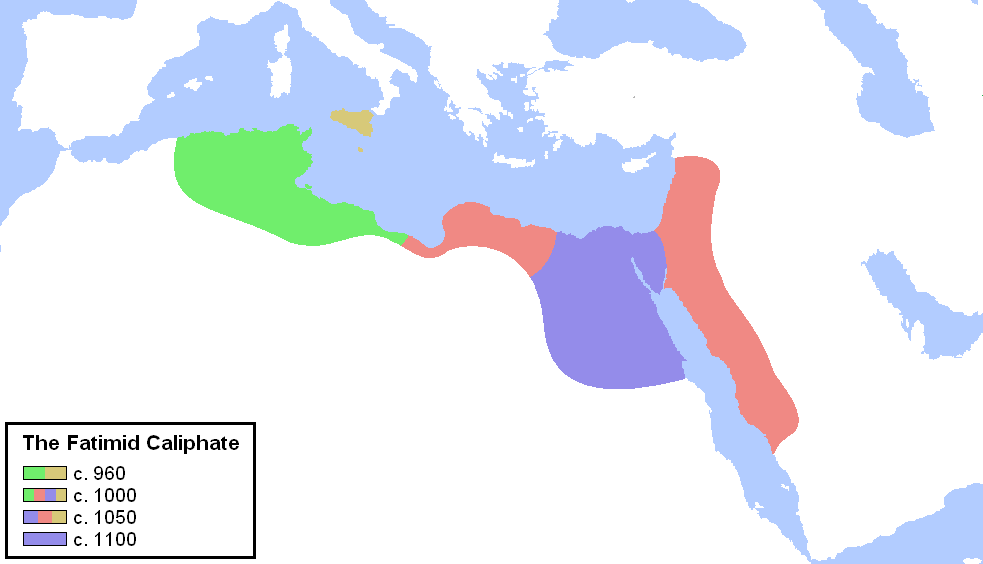
El califat fatimita després de la conquesta d'Egipte (ca. 969)

El Califat Fatimita va tenir el seu origen en un moviment xiïta ismaïlita començat a Síria per Abd-Al·lah al-Àkbar, que es presentava com descendent de Mahoma, a través de Fàtima, la filla del profeta de l'islam, de la qual els fatimites van prendre el nom. El 899, el seu net Ubayd-Al·lah al-Mahdí es va convertir en líder del moviment. Va fugir dels seus enemics i es va refugiar a la ciutat amaziga de Sijilmasa, al sud del Marroc, on va predicar fent-se passar per comerciant. Recolzat per un militant anomenat Abu-Abd-Al·lah aix-Xií, va organitzar una revolta amaziga que va enderrocar la dinastia aglàbida tunisiana, i després va convidar al-Mahdi a assumir el càrrec d'imant i califa. L'imperi va arribar a incloure Sicília i estendre's pel nord d'Àfrica des de l'Atlàntic fins a Líbia. Els califes fatimites van construir tres capitals, que van ocupar en ordre seqüencial: Mahdia (921-948) i al-Mansuriya (948-973) a Ifríqiya i el Caire (973-1169) a Egipte.

### Ifríqiya
Mahdia va ser una ciutat emmurallada localitzada en una península projectada cap a la Mediterrània a la costa del que avui és Tunísia, part de la Ifríqiya a l'època. El port cartaginès de Zella, en algun moment va ocupar també aquest indret. La ciutat es va fundar l'any 913 per Abd-Al·lah al-Mahdí bi-L·lah, el primer imam fatimita, i més tard va ser el port des d'on es va iniciar la invasió fatimita d'Egipte. Al-Mahdi va construir la Gran mesquita de Mahdiya, la mesquita fatimita més antiga, en aquesta nova ciutat. Altres edificis aixecats en aquests temps han desaparegut, però la monumental porta i el pòrtic al nord de la mesquita en conserven l'estructura original.
Al-Mansuriya, prop de Kairuan, Tunísia, va ser la capital del califat fatimita durant el regnat dels imams al-Mansur bi-L·lah (r. 946-953) i al-Muïzz li-Din-Al·lah (r. 953-975). Construïda entre els anys 946 i 972, era una ciutat circular amb una muralla que protegia luxosos palaus envoltats de jardins, piscines artificials i canals d'aigua. El califa a-Mu'izz es va mudar a la nova ciutat d'al-Qàhira (El Caire) el 973, encara que al-Mansuriya continuà sent la capital provincial. El 1057 va ser abandonada i destruïda.

### Egipte

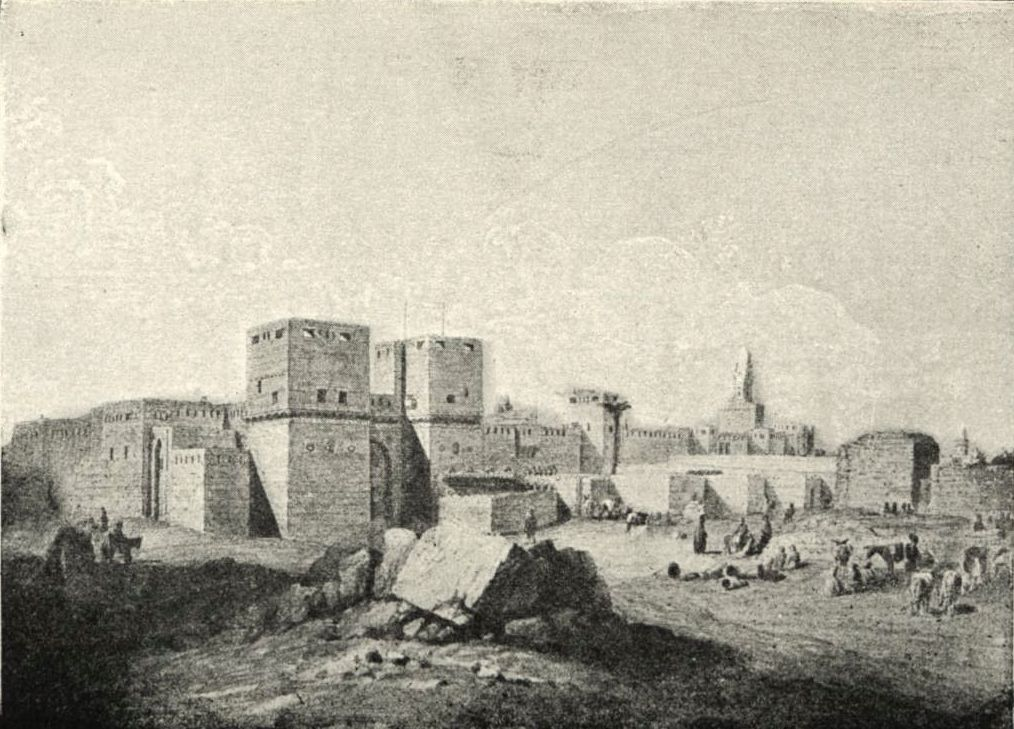
Vista de la porta Bab al-Nasr del Caire, construïda per Badr al-Jamali el 1087 (1830)

El general fatimita Jàwhar as-Siqil·lí va construir una nova ciutat palau prop de Fusṭat després de la conquesta d'Egipte el 969, que va nomenar inicialment al-Mansuriyya en honor de la capital de Tunísia. Quan al-Muïzz va arribar l'any 973, el nom va ser canviat a al-Qàhira (el Caire). La nova ciutat va incorporar elements del disseny d'al-Mansuriyya, tot i que el pla arquitectònic era rectangular en lloc de circular. Les dues ciutats tenien mesquites anomenades al-Azhar en honor de la filla del profeta, Fàtima az-Zahrà, i ambdues tenien portes monumentals, anomenades Bab al-Futuh i Bab Zuwayla. Les dues ciutats tenien dos palaus, un per al califa i un altre pel seu hereu, un davant l'altre.
Al-Aziz bi-L·lah (955-996, r. 975-996) generalment és considerat com el major constructor dels califes fatimites. Ajudat en part pels fons generats a través de les reformes fiscals del seu pare al-Muïzz, se li reconeixen almenys tretze construccions durant aquest regnat, des de 975 fins a la seva mort, incloent-hi el palau Daurat, la mesquita del Caire, una fortalesa, un belvedere, un pont i uns banys públics. La seva mare, Durzan, vídua d'al-Muïzz, va ser també responsable de la construcció d'algunes edificacions, principalment en la zona de Qarafa, en ordenà la construcció de la segona mesquita al Caire, la mesquita d'al-Qarafa, el 975. Similar a la primera, la mesquita d'al-Azhar, tenia catorze grans portes, però va ser destruïda posteriorment en un incendi, i tan sols va quedar el seu mihrab verd. A Durzan també se li reconeix la construcció del palau de Qarafa, d'un bany públic, una cisterna, una piscina, un jardí real i una bomba hidràulica per a la fortalesa d'Abu-l-Malum. També va ordenar la construcció d'un pou al pati de la mesquita d'Ibn Tulun l'any 995, un pavelló amb vistes al riu Nil, el Manzil al-Izz, i el seu propi mausoleu a Qarafa.
Badr al-Jamali també va ser un destacat constructor, patrocinant nombrosos projectes d'arquitectura estatal i obres de restauració durant el seu govern (1074-1094), particularment amb les mesquites, la restauració de minarets a l'Alt Egipte i la construcció de mesquites al Baix Egipte. També va construir moltes de les portes i fortificacions del Caire.

## Estil arquitectònic

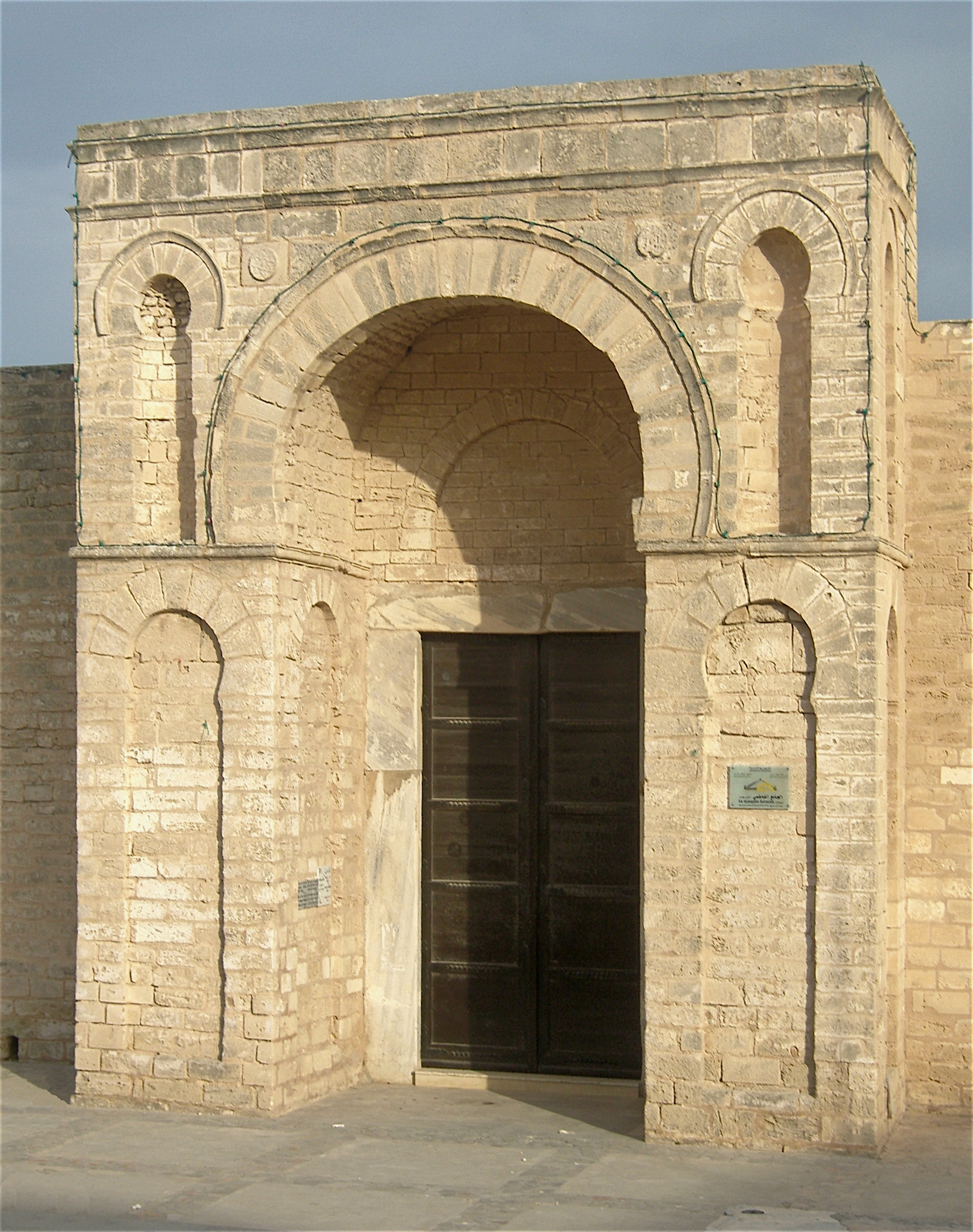
Porta d'entrada de la Gran mesquita de Mahdiya. En aquesta estructura primerenca, l'arc és rodó en comptes d'en quilla

D'acord amb Ira M. Lapidus, l'arquitectura pública dels fatimites era una «extensió dels aspectes cerimonials de la cort reial», i aquesta ja era molt complicada. L'arquitectura fatimita mostra junts elements decoratius i arquitectònics de l'est i de l'oest i va abastar des de l'època islàmica primerenca fins a fins a l'edat mitjana, dificultant la classificació. L'arquitectura que es va desenvolupar com a pròpia sota els fatimites, va incorporar elements de Samarra, la seu dels abbàssides, així com característiques coptes i romanes d'Orient. La majoria dels primers edificis del període fatimita es van construir amb maó, encara que a partir del segle xii el material més utilitzat va passar a ser la pedra. Els fatimites combinaven elements de l'arquitectura oriental i occidental, basant-se en tradicions abbàssides, d'Àfrica del nord, gregues i coptes, unint els estils primerencs de l'islam i l'arquitectura medieval del sultanat mameluc d'Egipte. Els fatimites varen ser tolerants amb pobles de diferents orígens ètnics i punts de vista religiosos, i també eficients alhora l'explotar les seves habilitats. Així, molts treballs de l'arquitectura fatimita reflecteixen detalls arquitectònics del nord de Síria i Mesopotàmia, probablement pel fet que sovint contractaven arquitectes d'aquests llocs per a la construcció dels seus edificis. L'arquitectura fatimita a Egipte es va basar en els estils i tècniques tulúnides i van emprar materials similars. Conscientment seguien conceptes arquitectònics abbàssides, encara que l'arquitectura estava més influenciada per les cultures mediterrànies que per les iranianes.
Encara que l'arquitectura fatimita seguia els esquemes de planta i una estètica tradicionals, diferia en certs detalls arquitectònics com els grans portals d'algunes mesquites i en les seves elaborades façanes. Acadèmics com Doğan Kuban descriuen l'arquitectura fatimita com «més inventiva en la decoració que en un concepte arquitectònic general», tot i que reconeix que els fatimites van contribuir amb un estil diferent de mesquita. Els fatimites van introduir i van desenvolupar l'ús de l'arc en quilla de quatre centres i les trompes muqarnes, un element que fa de transició entre els suports i la cúpula. Les muqarnes van ser una innovació complexa. En elles es disposava un nínxol entre dos segments de nínxol, sobre els quals hi havia un altre nínxol. És possible que aquest disseny fos d'inspiració iraniana. Un sistema similar es va aplicar en la construcció de les finestres. Segons De Lacy O'Leary, l'arc de ferradura s'hauria desenvolupat a Egipte sota el regnat fatimita i no seria d'origen persa com es pensa.

## Palaus
Els palaus dels califes, els seus majors assoliments arquitectònics, han estat destruïts i només es coneixen a partir de descripcions escrites. El centre de l'activitat i expressió arquitectònica durant el regnat fatimí va ser al-Qàhira, a la riba oriental del riu Nil als afores del Caire, on es van construir molts palaus, mesquites i altres edificis. Els califes van competir amb els seus rivals dels imperis abbàssida i Romà d'Orient i se sap que es complaïen a moblar seus palaus amb un «extraordinari esplendor». Els palaus tenien bigues d'or que sostenien els sostres i els califes acostumaven a demanar un tron d'or revestit amb cortines, similars als que usaven els governants abbàssides i romans d'Orient. El mobiliari i la ceràmica eren adornats elegantment amb motius d'ocells i d'animals que es deia portaven bona sort i representacions de caçadors i músics i ballarins de la cort que reflectien l'exuberància de la vida del palau fatimita. També es van instal·lar fonts per refredar l'ambient.

## Mausoleus

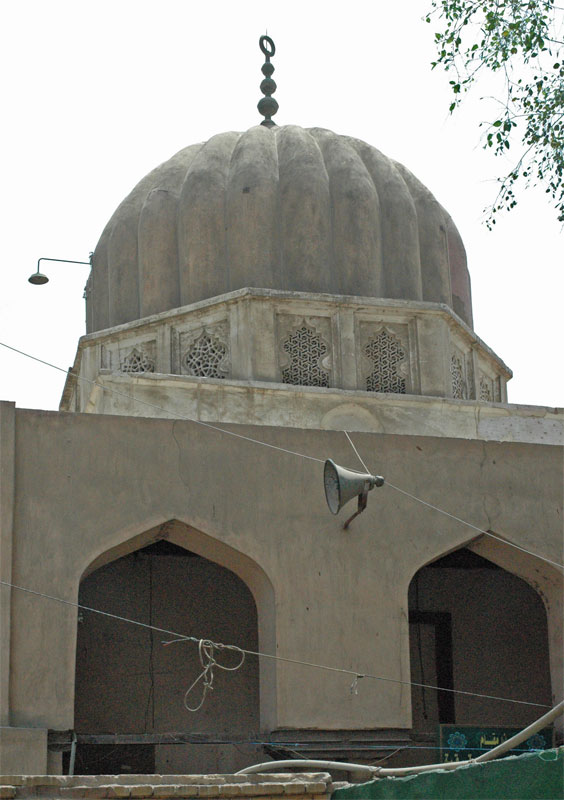
Màixhad de Sayyida Ruqayya (527/1132). El Caire

El màixhad és un santuari que commemora a un descendent del profeta Mahoma, un tipus característic de la construcció fatimita. Les tombes dels califes fatimites també eren tractades com a santuaris. La majoria dels màixhads eren estructures quadrades simples amb una cúpula, però alguns dels mausoleus d'Assuan eren més complexos i incloïen sales laterals. Durant el regnat d'al-Hàfidh (r. 1130-1149) es varen reconstruir bastants mausoleus i mesquites per honrar figures destacades de la història xiïta. Els califes també van construir tombes per a les seves dones i filles.
La major part dels mausoleus fatimites han estat destruïts o han estat alterats considerablement per renovacions posteriors. El màixhad d'al-Juyuixi, també anomenat màixhad de Badr al-Jamali, és una excepció. Aquest edifici té una sala d'oració amb voltes creuades, amb una cúpula que descansa sobre trompes sobre la zona del davant del mihrab. Té un pati amb un alt minaret quadrat. No és clar a qui commemora aquest màixhad. Dos màixhads importants de l'era fatimita al Caire són els de la sayyida Ruqayya i de Yayha aix-Xabib, al cementiri de Fustat. Sayyida Ruqayya, una descendent d'Alí ibn Abi-Tàlib, mai va visitar Egipte, però aquest màixhad va ser construït per commemorar-la. És similar al d'al-Juyuixi, però amb una cúpula més gran i un mihrab elegantment decorat.

## Mesquites

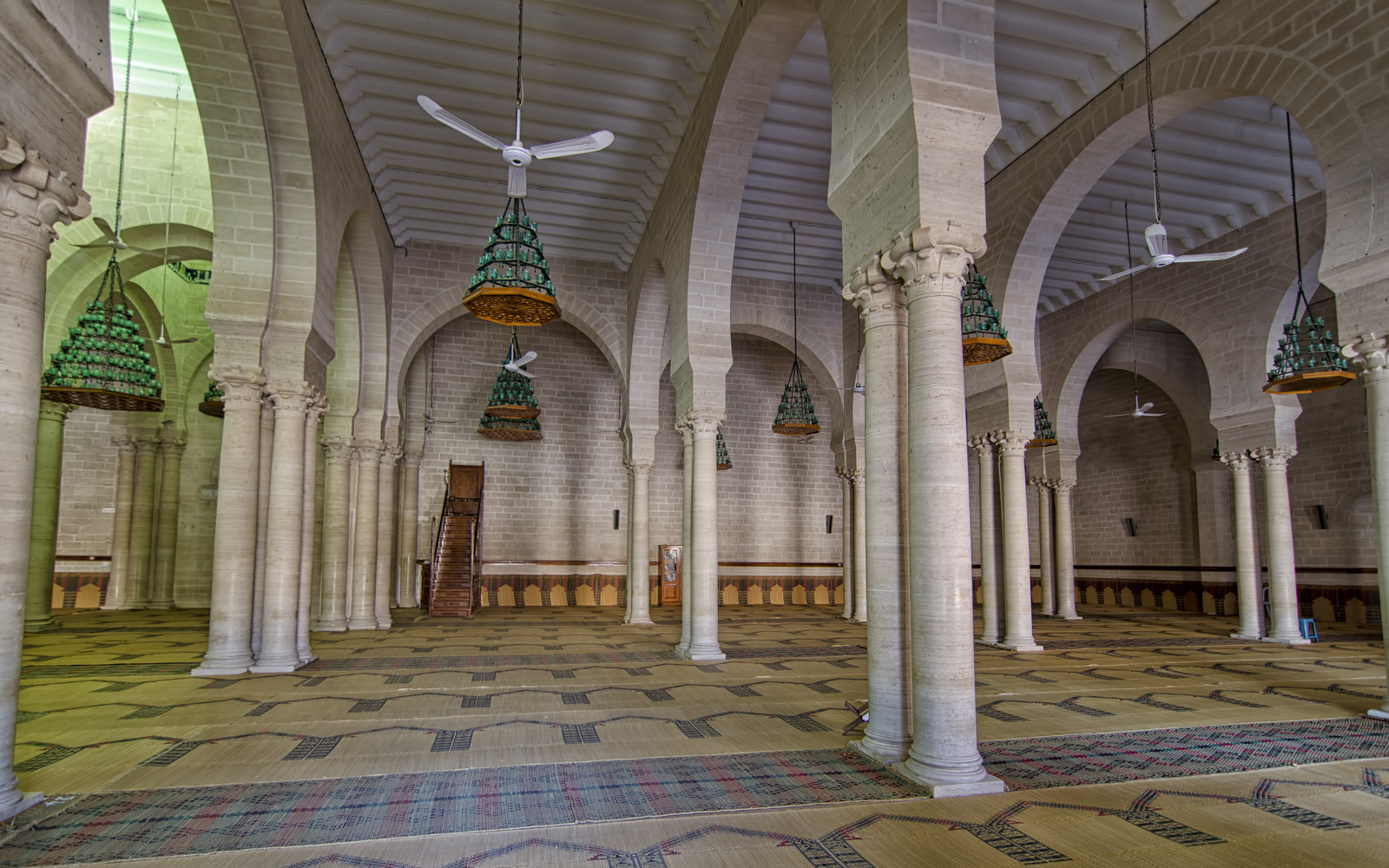
Interior de la Gran mesquita de Mahdia

Les plantes i la decoració de les mesquites fatimites reflecteixen la doctrina xiïta i que les mesquites eren utilitzades sovint en les cerimònies reials. Les característiques arquitectòniques més destacades d'aquestes mesquites són els portals que sobresurten dels murs, les cúpules sobre els mihrabs i qibles, porxos i arcades amb arcs en forma de quilla suportats per una sèrie de columnes, ornamentació de façanes amb inscripcions iconogràfiques i decoracions d'estuc. Les mesquites seguien un esquema de planta hipòstila, amb un pati central envoltat per arcades amb els sostres, generalment recolzats per arcs de quilla, inicialment recolzats en columnes amb capitells corintis. Els arcs tenien franges d'inscripcions, un estil que és únic en l'arquitectura fatimita. Les columnes posteriors sovint tenien un capitell campaniforme amb la mateixa forma a la base. El nínxol d'oració estava més elaborat arquitectònicament, amb elements com una cúpula o transsepte. Els arquitectes fatimites van construir versions modificades dels nínxols coptes arquejats en quilla, amb cobertes radials estriades, que més endavant es van estendre el concepte a les cúpules estriades. La fusta de les portes i els interiors dels edificis eren tallats detalladament.
Les primeres mesquites fatimites, com la mesquita de Qarafa, no tenien minarets. Les posteriors, construïdes a Egipte i Ifríqiya, ja van incorporar minarets de maó, que probablement fossin part dels dissenys originals, derivats de les formes primerenques dels minarets dels abbàssides. Els minarets van evolucionar després a la característica forma de mabkhara (cremador d'encens), on un cos baix rectangular suportava una secció octogonal que era coronada per un 'casc' rivetejat. Gairebé tots els minarets fatimites del Caire van ser destruïts en el terratrèmol de 1303.
Algunes mesquites «flotants» estaven localitzades sobre les botigues. Per primera vegada, la façana de la mesquita estava alineada amb el carrer i tenia una elaborada decoració en fusta, estucs i pedra, incloent marbre, amb patrons geomètrics i florals i arabescos d'orígens samarrans i romans d'Orient. Les decoracions eren més complexes que les formes islàmiques més primerenques i eren adaptades acuradament a les limitacions dels edificis i localitzacions. La imponent arquitectura i decoració dels edificis fatimites, com la mesquita d'al-Hàkim, van proporcionar un teló de fons que recolzava el doble paper del califa fatimita com a líder polític i religiós.

### Gran mesquita de Mahdia
La Gran mesquita de Mahdia va ser construïda a Mahdia, Tunísia, l'any 916 (303-304 en el calendari islàmic) en una plataforma artificial «recuperada del mar» com esmenta el geògraf andalusí Abu-Ubayd al-Bakrí, després de la fundació de la ciutat el 909 pel primer imam fatimita Ubayd-Al·lah al-Mahdí. Internament, la Gran mesquita tenia una distribució similar a la de les mesquites de la regió. Una nau transversal paral·lela al mur de la qibla, amb nou corredors en angle recte respecte al passadís transversal. La qibla original va ser destruïda per l'erosió del mar i es va haver de reconstruir, reduint la mida de la sala de pregaries. Com altres mesquites a la regió, l'orientació de la qibla difereix significativament del cercle veritable de la ruta a la Meca.
A diferència d'altres mesquites nord-africanes, la Gran mesquita no tenia minarets, i tenia una imponent i única entrada. Aquest és el primer exemple conegut d'un porxo monumental en una mesquita que probablement va derivar d'edificis seculars.
La mesquita d'Agedabia, a Líbia, tenia una planta similar, encara que no tenia la mateixa entrada monumental. Com la mesquita de Mahdia, i per les mateixes raons ideològiques, tampoc tenia minaret.

### Mesquita d'al-Azhar

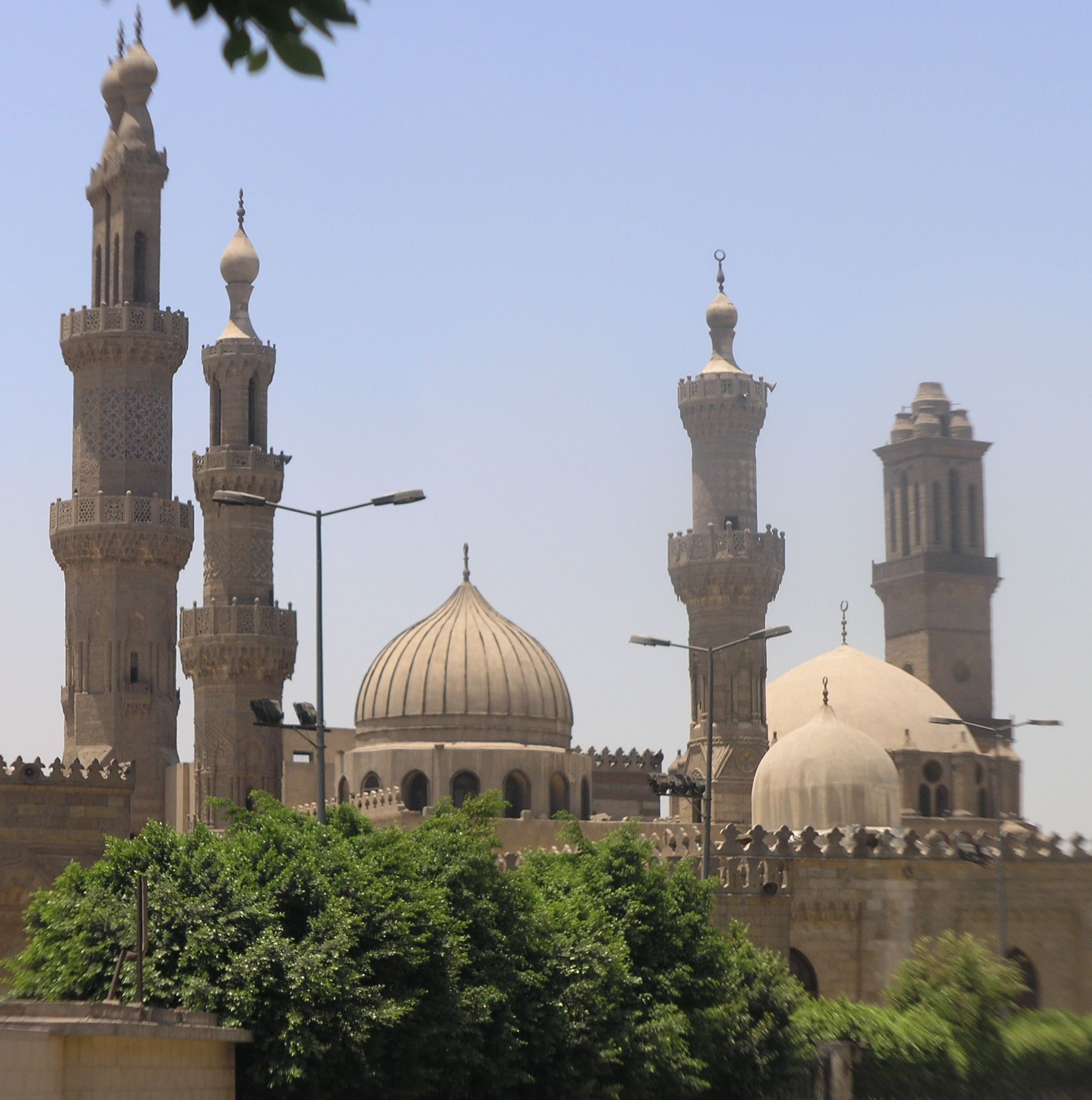
Mesquita i universitat d'al-Azhar

La mesquita d'al-Azhar va ser encarregada pel califa al-Muïzz li-din-Al·lah per a la nova capital establerta al Caire. El nom és un homenatge al nom de Fàtima az-Zahra, la filla del profeta Mahoma. Jàwhar as-Siqil·lí, comandant de l'exèrcit fatimita va començar la construcció de la mesquita l'any 970, i va esdevenir la primera mesquita establerta a la ciutat. Les primeres oracions es van fer l'any 972 i el 989 les autoritats de la mesquita van contractar a 35 acadèmics, convertint-la en un centre d'ensenyament de teologia xiïta.
La mesquita sembla tenir una entrada similar a la de la Gran mesquita de Mahdia. L'edifici original tenia un pati central obert amb tres arcades. La distribució era similar a la de les mesquites de Kairuan i Samarra. Aquestes tenien arcs de mig punt sobre columnes preislàmiques amb capitells corintis. Hi havia tres cúpules, dues a les cantonades del mur de la qibla i una sobre el nínxol de pregària, i també un petit minaret de maó sobre l'entrada principal. La galeria al voltant del pati tenia sèries de columnes i la sala d'oració, que tenia les cúpules construïdes sobre ella, tenia cinc files més de cinc pilars.
Els califes al-Hàkim bi-Amr-Al·lah, el 1009, i al-Àmir bi-Ahkam-Al·Lah, el 1125, van fer petites modificacions a l'edifici i el primer va establir a més a més un waqf per a la mesquita.. El califa al-Hàfidh (1129-1149), en canvi, va fer importants modificacions, afegint una quarta arcada d'arcs en quilla i una cúpula amb una elaborada decoració d'estuc tallat al davant del davant del transsepte. Des de llavors, la mesquita ha estat molt modificada i ampliada al llarg dels anys, i de l'edifici original, resten tan sols unes arcades i una mica de la decoració en estuc.

### Mesquita d'al-Qarafa
L'historiador al-Qudaí, que va morir al voltant del 1062-1065, va fer una inusual i detallada descripció de la mesquita d'al-Qarafa del Caire, avui desapareguda, construïda per dues nobles, Durzan, mare del califa al-Aziz, i la seva filla Sitt-al-Màlik, el 975-976:
| « | Aquesta mesquita té un bonic jardí a l'oest i una cisterna. La porta per la qual s'entra té grans mastabes. El centre [de la mesquita] es troba sota l'alt manar, que té làmines de ferro. [Va] des de la porta fins al mihrab i la maqsura. Té catorze portes quadrades de maó cuit. Davant de totes les portes hi ha una filera d'arcs; cada arc reposa sobre dues columnes de marbre. Hi ha tres ṣufūf (arcades.). [L'interior] està tallat en relleu i decorat amb colors blaus, vermells, verds i d'altres colors, i en certs llocs, pintura amb un to uniforme. Els sostres estan totalment pintats en policromia; els interiors i exteriors de les arcades recolzades per columnes estan decorats amb pintures de diferents colors. | » |

Sembla probable, a partir d'aquesta descripció, que la mesquita tingués un portal que es projectava des de la paret, igual que l'antiga mesquita de Mahdia. En altres aspectes sembla que s'assemblava a la mesquita d'al-Azhar en disseny, arquitectura i decoració. Encara que els geògrafs al-Muqaddassí i Ibn Hàwqal varen elogiar aquesta mesquita, no van deixar descripcions específiques. Així, Ibn Hàwqal només diu: «És una de les mesquites més distingides per l'amplitud de la seva nau, l'elegància de la seva construcció i la finor dels seus sostres».

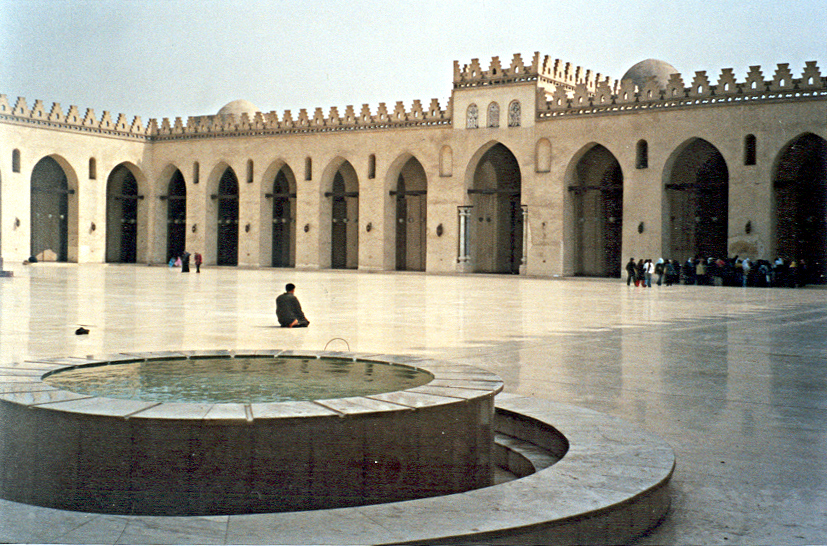
Pati interior de la Mesquita d'al-Hàkim, el Caire

### Mesquita d'al-Hàkim
La mesquita d'al-Hàkim va ser nomenada així per l'imam Abu-Alí Mansur ibn al-Aziz al-Hàkim bi-amr-Al·lah, conegut com al-Hàkim (985-1021), tercer califa fatimita que va regnar a Egipte. La seva construcció va començar l'any 990 i el 1002-1003 al-Hàkim va ordenar acabar l'edifici. El minaret meridional té una inscripció amb el seu nom i la data 393 (1003). Es van fer canvis significatius en els minarets l'any 1010. Al principi la mesquita es trobava fora de la ciutat, però quan Badr al-Jamalí va reconstruir les muralles per disposar de més superfície, la pared nord de la mesquita es va convertir en part de la nova muralla de pedra. L'edifici va ser greument afectat pel terratrèmol de 1303 i va patir més danys els conseqüents anys. El segle xix estava en ruïnes, però va ser reconstruïda.
La mesquita té una planta rectangular irregular, amb quatre arcades que envolten el pati. Com la mesquita d'Ibn Tulun, els arcs són apuntats i descansen sobre pilars de maó. Recorda a la mesquita d'al-Azhar per les tres cúpules al llarg del mur de la qibla, una a cada cantonada i una altra sobre el mihrab. També com a la mesquita d'al-Azhar, la sala de pregaria està travessada per un transsepte en angle recte amb la qibla. Aquest passadís central ample i alt que porta al nínxol de pregària és similar en disseny al de la gran mesquita de Mahdia; difereix d'ambdues en tenir dos minarets de pedra a les cantonades de la façana de pedra, que té una monumental porta d'entrada, com la de Mahdia.

### Altres mesquites del Caire

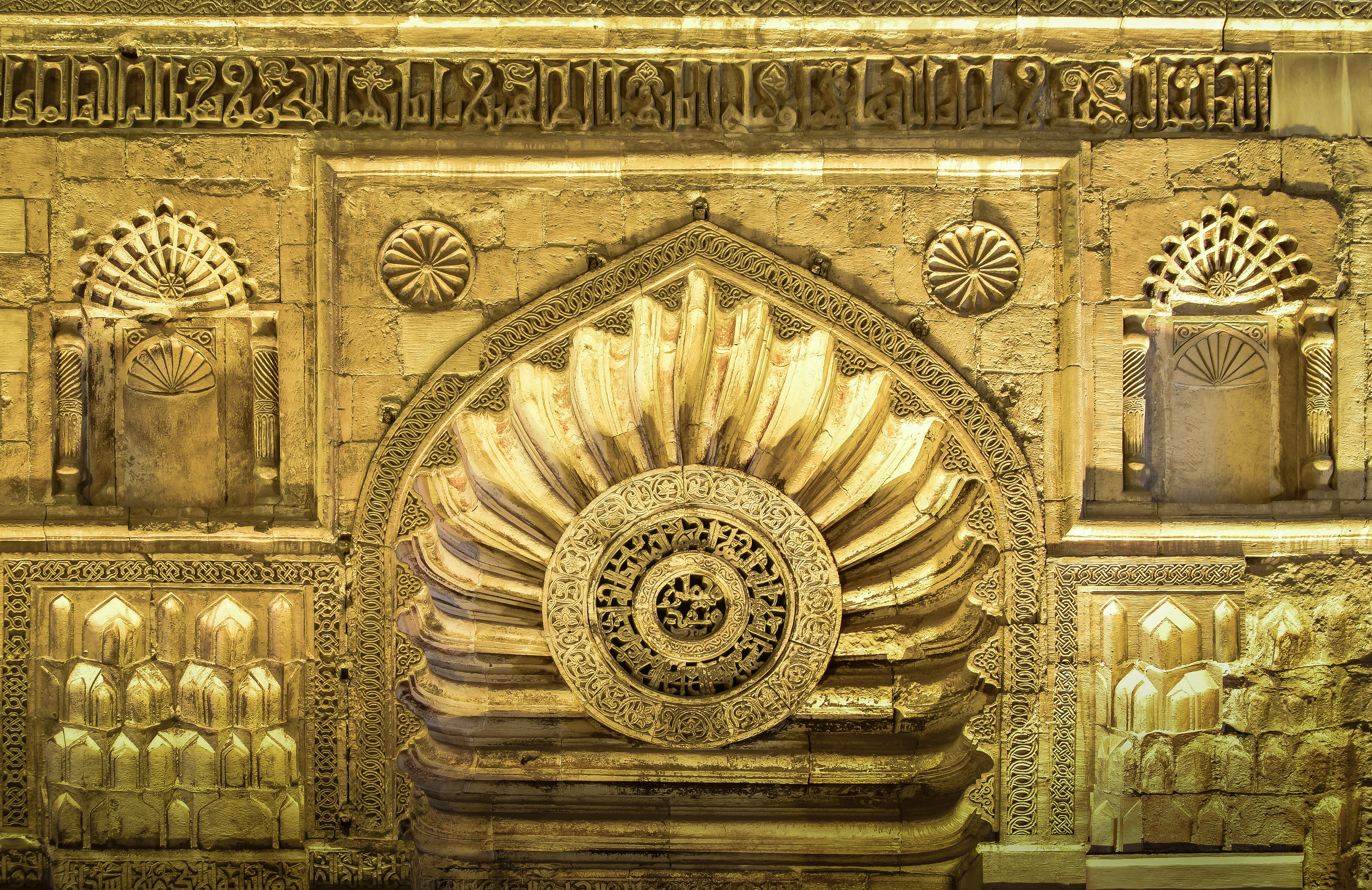
Detall de la decoració de la façana de la mesquita d'al-Aqmar

La mesquita d'al-Lulua, situada al cementiri meridional dels turons d'al-Mukattam, va ser construïda el 1015-1016 durant el regnat del tercer califa al-Hàkim, sobre un promontori de pedra calcària. Originalment era una edificació de tipus torre de tres pisos, de planta rectangular, amb els aspectes típics de l'estil arquitectònic fatimita: portals amb lleugeres protuberàncies, mihrab i mur de l'alquibla, diverses cúpules, i pòrtics amb columnes i arcs triples o arcs en quilla. La mesquita es va esfondrar parcialment el 1919, però va ser restaurada pels Dawoodi Bohra el 1998.
La mesquita d'al-Juyuixí va ser construïda per Badr al-Jamalí, l'amir al-juyuix ('generalíssim') dels fatimites, en un extrem dels turons d'al-Mukattam, en una posició estratègica que li assegurava la visió a ciutat del Caire. L'edifici es va acabar el 1085 gràcies al mecenatge del califa i imant de l'època, Abu-Tamim Muadh ibn adh-Dhàhir al-Mustànsir bi-L·lah.
La mesquita d'al-Aqmar, també anomenada mesquita Gris, va ser construïda per ordre del visir al-Mamun al-Bataïhí durant el califat de l'imam al-Àmir. Es troba al nord del carrer Muizz de la ciutat, i és reconeguda per la seva façana curosament decorada amb inscripcions i talles geomètriques. És la primera mesquita del Caire que va tenir aquest tipus de decoració, així com la primera en tenir una façana que seguia el traçat urbà del carrer, construïda en angle a la sala hipòstila rectangular, quina orientació ve donada per la direcció de l'alquibla.

## Fortificacions del Caire

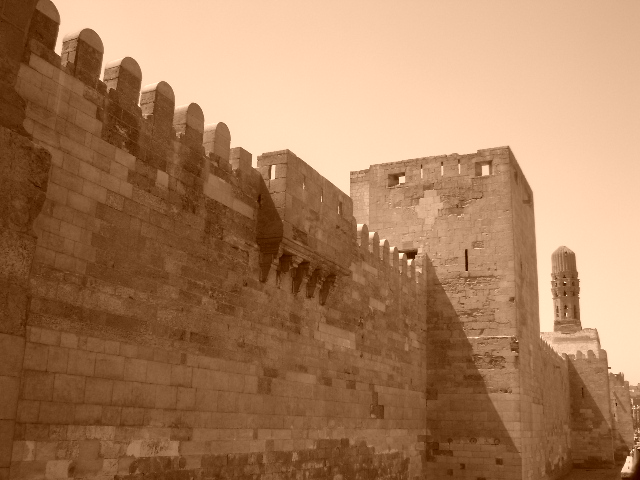
Muralles del Caire entre les portes Bab al-Nasr i Bab al-Futuh. Aquestes portes van ser reconstruïdes per Badr al-Jamali amb pedra el 1087

Al voltant del Caire es va construir una nova muralla, sota les ordres del visir Badr al-Jamalí (r. 1074–1094). El Caire s'havia expandit més enllà dels murs originals de la ciutat i es va enfrontar a amenaces de l'est, principalment del turcman Atsiz ibn Uvak, comandant de l'exèrcit seljúcida. De fet, mai no es van posar a prova les fortificacions. Han sobreviscut tres de les portes de les noves muralles: Bab al-Nasr (1087), Bab al-Futuh (1087) i Bab Zuwayla (1092). Bab al-Futuh i Bab Zuwayla es van construir als extrems nord i sud del carrer Muizz, l'eix central del Caire fatimita.
Es diu que al-Jamalí, originari d'Armènia, va utilitzar els armenis del nord de Mesopotamia, així com els siris, per treballar en les seves obres d'expansió. Es diu que cada porta va ser construïda per un arquitecte diferent. Les portes tenen trets arquitectònics romans d'Orient, amb poca traça de la tradició islàmica. D'acord amb Maqrīzī, varen ser construïdes per tres monjos cristians d'Edessa, que havien fugit dels seljuks. No hi ha estructures similars als portons que hagin sobreviscut a Edessa o a Armènia, però l'evidència estilística indica que els orígens romans d'Orient del disseny són totalment plausibles. Al-Jamalí va preferir utilitzar la pedra com material de construcció per als seus treballs, i va introduir així un nou estil arquitectònic per a la ciutat del Caire. Les tres portes tenen grans torres connectades per murs amb cortines, per sobre dels passadissos. Es van introduir característiques arquitectòniques noves per a Egipte, incloent les petxines que suporten les cúpules sobre els passadissos dels portals de Bab al-Futuh i Bab Zuweila, i la intersecció de les voltes de canó. L'ús d'arcs semicirculars i horitzontals, i la manca d'arcs apuntats, representava un inici de l'arquitectura fatimita normal, probablement provinents d'exemples siris, els quals mai foren utilitzats durant el període fatimita. L'ús de la pedra també reflecteix els gustos sirians.
Els passadissos que travessen cada porta tenen 20 metres de llarg amb lladroneres amagades al sostre. La part inferior de cada torre és de pedra sòlida, mentre que el terç superior té una cambra abovedada amb espitlleres. Una característica inusual present al mur prop de Bab al-Nasr és la presencia d'una latrina que sembla un balcó. El mur entre Bab al-Nasr i Bab al-Futuh conté una inscripció de textos coránics amb caràcters de cal·ligrafia cúfica.

### Bab al-Futuh

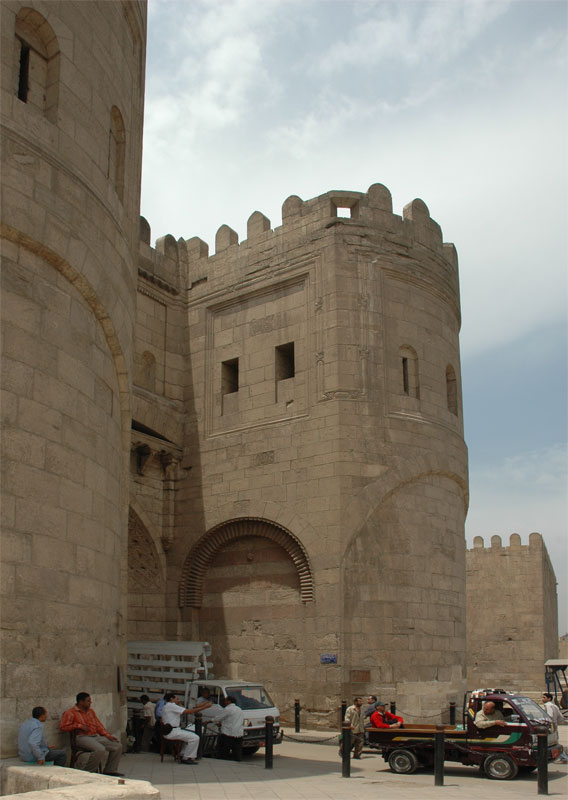
Bab al-Futuh (2008)

Bab al-Futuh ('porta de la Conquesta') és una gran porta de la muralla nord de la ciutat, construïda el 1087 en l'extrem nord del carrer Muizz. La porta presenta torres arrodonides, amb les dues façanes s'incorporen al disseny de dues franges tallades amb corbes entre elles. No es coneix l'ús d'aquest estil decoratiu en treballs anteriors, però va esdevenir normal en el període del sultanat mameluc d'Egipte. Hi ha mènsules tallades per sobre de l'arc d'entrada, dues d'elles amb el cap d'un carner —el que sembla un element supervivent del simbolisme preislàmic—, encara que estan decorades amb motius arabescos fatimites.

### Bab al-Nasr
Bab al-Nasr ('porta de la Victòria') és una altra gran porta fortificada que es va construir el 1087, amb torres rectangulars de pedra. El vestíbul de l'entrada presenta una volta de creueria i hi ha dues cúpules superficials sobre els nivells superiors de les torres. Els murs estan decorats amb escuts i espases, possiblement de disseny romans d'Orient. La presencia de moltes inscripcions en francès reflecteix l'ús de la fortalesa pels soldats de Napoleó.

### Bab Zuwayla
Bab Zuwayla (o Bab Zuweila, coneguda popularment com a Bawabet El Metwalli) és una altra porta construïda el 1092, l'única que queda a la part de la muralla fatimita de la ciutat. El seu nom prové de bab, que significa 'porta' i zuwayla, el nom de la tribu del nord d'Àfrica. Les seves torres són semicirculars i els flancs interiors tenen arcs lobulats com a decoració, un motiu nord-africà introduït a Egipte pels fatimites. El vestíbul del costat dret té un forat amb una mitja cúpula amb elegants arcs tallats a cada racó i se li van afegir alguns elements durant el segle xv. Avui en dia, la porta té dos minarets, oberts al públic, des d'on es pot veure tota la zona.

## Restauracions i mesquites modernes
Els edificis fatimites han patit moltes reparacions, reconstruccions i reestructuracions en diferents estils des del període primerenc del sultanat mameluc d'Egipte fins avui. La mesquita d'al-Fakahani exemplifica el procés: va ser construïda en el període fatimita, ja sigui com una mesquita suspesa (amb botigues sota) o amb un basament alt. Després del terratrèmol de 1302 va ser reconstruïda. El 1440 es va construir un estany per a les ablucions i a principis del període otomà es va construir un minaret. L'emir Ahmad Katkhuda Mustahfazan al-Kharbutli va començar una gran reestructuració el 1735 renovant gairebé tot l'edifici original, excepte dues de les portes les quals, tallades acuradament, es van registrar com monuments històrics el 1908 pel comitè de conservació; tot l'edifici es va registrar el 1937.
Els Dawoodi Bohra, un grup del voltant d'un milió de xiïtes ismaelites que remunten la seva fe a conversos de la fe hinduista del califat fatimita d'Abu-Tamim Muadh ibn adh-Dhàhir al-Mustànsir bi-L·lah (1029-1094), s'han involucrat en la restauració de mesquites al Caire des dels anys 1970. A part del respecte al seu patrimoni, el propòsit de la campanya de restaurar les mesquites fatimites al Caire és encoratjar el siyaret, un pelegrinatge que tindria com a objectiu incrementar la cohesió de la comunitat Bohra a nivell internacional. Aquesta activitat ha comportat crítiques negatives a Europa i Amèrica que pensen que les mesquites s'han de preservar en el seu estat natural. El novembre de 1979 el primer full informatiu de la «Society for the Preservation of the Architectural Resources of Egypt» [Societat de la Preservació de Recursos Arquitectònics d'Egipte] tenia un informe de la renovació Bohra de la mesquita d'al-Hakim, dient « tot i que la manera en què es finança el projecte és intrigant, les arcades de formigó són deplorables». No obstant això, quan la mesquita es va tornar a obrir un any després, The Egyptian Gazette va comentar la renovació del fins aleshores degradat edifici, aconseguida sense ajudes públiques.
Les restauracions han canviat significativament els edificis del seu estat previ. Es va utilitzar de manera extensiva el marbre de Helwan en superfícies tant interiors com exteriors, i les inscripcions de l'interior han estat daurades. S'han copiat motius i dissenys d'una mesquita a una altra. L'alquibla de la mesquita d'al-Hakim, que havia estat malmesa irreparablement, va ser reemplaçada per una versió en marbre i dorada del mihrab de la mesquita al-Azhar. La mesquita d'al-Lulua, en ruïna, ha estat reconstruïda com un edifici de tres pisos semblant a Bab al-Nasr, amb elements decoratius d'al-Aqmar i al-Hakim. Les tombes en mesquites i mausoleus han estat tancades per reixes platejades i daurades. Els arcs, especialment en grups de tres, es consideren 'fatimites', independentment de la seva forma. El resultat és el que es podria anomenar com «arquitectura neofatimita», que segueixen les noves mesquites Bohra arreu.